# عبد الله صوفان القدومي
عبد الله بن عودة بن عبد الله بن صُوفان بن عيسى القَدُومِيُّ النابُلُسي الحنبلي (1246 هـ - 1331 هـ) عالم دين، ومفتي الحنابلة في الديار الشامية، وإمام أهل الحديث في البقاع الحجازية، مصباح المفسرين وأئمة التوحيد في الربوع النابلسية، شرف الدين أبو عبد الرحمن عبد الله بن عودة بن عبد الله وهو الملقب بصوفان ابن العلامة الحافظ لكتاب الله، والقائم بحقوق إخوانه وحقوق مولاه الشيخ عيسى القدومي أحد علماء القرن الثاني عشر والذي قد عاصر خاتمة المحققين الإمام محمد بن أحمد السفاريني النابلسي وأجازه الإمام السفاريني، وأثنى عليه ثناء جميلاً، وذكره العلامة المرادي في تاريخه (علماء القرن الثاني عشر) وأجاد في مدحه والثناء عليه.

## مولده ونشأته
ولد الشيخ عبد الله في قرية كفر قدوم من أعمال نابلس، سنة ألف ومائتين وستة وأربعين هجرية. نشأ فيها وقرأ القرآن الكريم، فكان كثير المجالسة لأهل الفضل والأدب في قريته، لكونها منبع الفضل والأدب من قديم الزمان، يشهد بذلك لها أهل الدراية والعرفان، وقد كان الشيخ كثير الانكباب على ملازمة المطالعة في الكتب الموضوعة بمسجد قريتهم، وكان كثير الإعراض عن اللعب مع أولاد بلدتهم، وانما يميل غالبا لأهل الأدب، ولما تم له ستة عشر عاما تاقت نفسه الأبية، ونهضت همته العلية لاجتناء ثمار العلوم، وللتبحر لأخذ فوائدها من المنطوق والمفهوم، فعزم الرحيل إلى دمشق الشام لأخذ العلم عن فضلائها الفخام، فحركته الأقدار الربانية، ورافقته العناية الصمدانية، وتوجه إلى دمشق، وسكن المدرسة المرادية، وجاور بين طلبة أخلاقهم مرضية، وأخذ العلم عن عدة علماء فضلاء، وجهابذة أدباء، أجلهم العلامة صاحب المناقب السنية والخصال المرضية، امام زمانه الشيخ حسن الشطي مفتي الحنابلة، فأخذ عنه علم الفقه والحديث والتفسير وباقي العلوم الشرعية، وبرع في علم النحو والصرف وسائر العلوم الأدبية العقلية، وكانت مدة مجاورته بالمدرسة المرداية ست سنوات هجرية، فحصلت له في خلالها النفحات الربانية، وأنعم الله عليه بالطاقة الخفية، فكملت بذلك محاسنه، ولمعت فضائله.

## شيوخه فيدمشقالشام
1. الشيخ عبد الرحيم التفال : وقد انتفع الشيخ عبد الله من ملازمته له، حيث قرأ عليه جملة صالحة من الفقه الحنبلي، ومن كتب العربية.

1. الشيخ حسن بن عمر الملقب بالشطي، سيد الطائفة الحنبلية، وكان من أفضل أهل زمانه علما وعبادة وانكفافا عن خوارم المروءة، فلازمه سنين، وأخذ عنه الفقه الحنبلي والحديث الشريف وجانبا من علم الفرائض ومن العلوم العربية حتى انتفع منه.

## صفاته
كان الشيخ جميل المنظر، واسع العينين، فصيح اللسان، مربوع القامة، مهاباً يعلوه النور والجلال، ومجلسه المذاكرات العلمية، ويكره توسعة الكلام في الأمور الدنيوية، حسن الخلق، طليق الوجه، يحب صلة الرحم، يكرم الضيف، متواضعا يلاطف الناس ويحدثهم، فطنا حاذقا عالما بفنون أهل العصر وأحوالهم، متضلعا في علم السنة، قوي الحجة على أهل البدع والفرق الضالة.

## رحلته الدعوية في الديار النابلسية
و لما تقضت أيام طلبه للعلم بدمشق الشام قفل راحلا إلى وطنه وقريته التي نشأ بها، وشرع فيها يبث العلوم، فرحل منها إلى مدينة نابلس أعزها الله بالإسلام، واتخذها دار وطن وقرار، وسكن بين أهلها، فشمر الشيخ عبد الله عن ساعد الجد والاجتهاد، وصرف نفيس وقته في نفع العباد، وأنشئت لأجله المدرسة الصلاحية الكائنة بالجامع الصلاحي الكبير بنابلس المحمية، أنشأها حضرة محمود أفندي الطاهر، وكان نعم الصاحب للشيخ، فهرع إليه الطلاب من جميع الجهات من القرى والقصاب، وبقي مداوماً على التدريس حتى أفاد واستفاد وبلغ المنى ان شاء الله والمراد، وانتفع به خلق كثير، وحصل من أنفاسه الطاهرة فتوح كبير، فعادت بركته على جميع الإخوان، وعلت رتبته بين الأقران، وكانت مدة إقامته في نابلس حماها الله خمسة وأربعين سنة، صرفها بالتدريس للخاصة والعامة، إلى أن دخلت سنة ألف وثلاثماية وثمانية عشر من الهجرة النبوية، فقد سافر إلى المدينة المنورة.

## رحلته الحجازية
في سنة ألف وثلاثماية وثمانية عشر شرح الله جل في علاه صدر الشيخ رحمه الله للسفر إلى مكة بلد الله الحرام، وكان عمر الشيخ إذ ذا سبعين سنة، فشرع في السفر قاصدا مكة المكرمة، متوكلا على رب الأرباب، مستمدا بمعونة الملك الوهاب، فأد فريضة الحج، وأتم فعل المناسك الشرعية، فتوجه من مكة المكرمة نحو طيبة المدينة النبوية، وجاور فيها، واشتغل بقراءة الدروس في الحرم النبوي الشريف، فاشتهر فضله، وارتفع ذكره، وأحبه أهل المدينة عموما، ولا سيما السادة الكرام جماعة الشروق، أصلهم من نجد، حنابلة يستوطنون المدينة النبوية، (قلت وأنا الصغير الضعيف، هذا ديدن الحنابلة من أهل نجد إلى وقتنا الحاضر، يوقرون العلم وأهله، ولذلك أكرمهم الله بأن جعل بلادهم مظانا للعلم، فنجد اليوم ببركة أسلافهم العلماء وطلاب العلم، وجهة العطشى من طلاب العلم، فحمى الله نجد، وأنزل عليها البركات)، فأنزلوه بينهم في بيوتهم، وأكرموه غاية الإكرام، وخدموه على غاية ما يرام، لأنه لم يوجد علماء حنابلة في ذلك الزمان، وكاد الفقه الحنبلي يذهب من هاتيك البقاع، فشرع ينشر مذهب الإمام أحمد بن حنبل، واجتمع عنده الطلبة أكثرهم من نجد، وقد أقام في المدينة النبوية ثلاثة عشر عاماً، وحج ست حجات، وكان يزور نابلس في كل سنة، ويقيم فيها ثلاثة أو أربعة أشهر، فيصل رحمه ويزور أقاربه، ويشاهد عياله، ثم يرجع إلى طيبة المدينة النبوية، يقوم فيها بوظيفة التدريس ونشر العلم، وكان يحضر دروسه علماء المدينة وأشرافها وغيرهم من علماء الأقطار البعيدة، والذين هاجروا من بلادهم لله ورسوله، وطلبوا منه الإجازة، فأجازهم في علوم متنوعة، وفنون مختلفة، وقد تزوج الشيخ في المدينة النبوية ولم يعقب منها أحداً، وكان الشيخ يحب العزلة عن الناس، فكان يستوحش من أهل الدنيا، وكان يخالط جماعة من العلماء الأبرار، والفضلاء الأخيار.

## مؤلفاته
ترك الشيخ تصانيف كثيرة نذكر منها:
- «المنهج الأحمد في درء المثالب التي تنمى لمذهب الإمام أحمد»
- «بغية النساك في البحث عن ماهية الصلاح والفساد»
- «هداية الراغب وكفاية الطالب»
- «هدية الزمن في ترتيب أبواب البخاري»
- «الرحلة الحجازية والرياض الأنسية في الحوادث والمسائل العلمية»
- «الأجوبة الدرية في دفع الشبهة والمطاعن الواردة على الملة الإسلامية»

## وفاته
في سنة ثلاثين بعد الثلاثماية في شهر شعبان المكرم، رجع من طيبة إلى نابلس لزيارته الأهل والأصحاب والأحباب، وأقام في نابلس في تلك السنة خمسة أشهر، ولما دخل محرم الحرام افتتاح واحد وثلاثين، شرع يتهيأ للرجوع إلى المدينة النبوية، جريا على عادته المتقدمة، ولكن سوابق الأقدار منعته، وحلول أيام الشتاء والبرد عاقته، وكان يشتكي وجعاً في رجليه، ويمتد الألم إلى فخذه، ولم يحصل له مرض سواه، فلما كان اليوم العاشر من شهر محرم المذكور، وكان موافقاً يوم الجمعة توضأ في بيته، ولبس أحسن ثيابه وتمشط وتطيب، ثم خرج يتحامل بين رجلين، متوجها إلى الجامع الكبير لأجل حضور صلاة الجمعة، فدخل المسجد المذكور، وصلى ركعتين تحية المسجد، وجلس يستمع الخطبة، ثم أقيمت الصلاة، فأحرم مع الإمام وأتم صلاة الفريضة، وبينما هو جالس يقرأ التشهد، فبعد أن أتى بالشهادتين، وقبيل سلام الإمام خر على هيئة الراكع، وانقطع نفسه، فلما سلم الإمام رفع رأسه وإذا بروحه فارقت الدنيا فحمل إلى داره، وغسل وكفن، وقد صلي عليه في المسجد الصلاحي الكبير، وقد صلى عليه ابن عمه العلامة موسى بن عيسى بن صوفان القدومي، وحملت جنازته على الأكتاف، ومشى مع جنازته عموم أهل نابلس، وكان جمعاً حافلاً، وموكبا هائلا، تعلوه الهيبة والجلال، مع الخشوع والكمال، ودفن في التربة الشمالية بنابلس المحمية، بجوار الإمام العلامة محمد بن أحمد السفاريني النابلسي الحنبلي، وازدحم الناس عند دفنه، وكان ممن باشر دفنه ووضعه في حفرته الفاضل الأديب اللبيب الشيخ محمد نمر أفندي النابلسي، وهو من أخص تلامذته، وأيضا باشر دفنه قاسم آغا النمر فووري ودموع الناس تتحدر من المآقي، وقد كمل له من العمر أربع وثمانون سنة.

## رثاؤه
عندما كانت الجنازة في المسجد الصلاحي الكبير، وهو غاص بالناس قام الشيخ الأديب محمد بن السيد حسين تفاحة الحسيني ورثاه بصوته بمرثية مفتي نابلس الشيخ منيب هاشم الجعفري، والمرثية هي:
وبعد ذلك قام ورثاه الشيخ أحمد بن محمد البسطامي، والرثاء هو:
ويختم قصيدته: